# V6 (album)
V6 – czwarty album warszawskiego producenta i DJ-a o pseudonimie DJ 600V.

## Lista utworów
Opracowano na podstawie materiału źródłowego.
1. „Be-Er-Iks” (gościnnie Borixon)
2. „Pieniążek” (gościnnie Franek)
3. „Fajni raperzy” (gościnnie Pih)
4. „opowieść o tym, co tu dzieje się na wolno” (gościnnie Tede)
5. „Tak to jest” (gościnnie FLM)
6. „Co przeżyliśmy” (gościnnie Bartosz, Miexon)
7. „Rap wchodzi w krew” (gościnnie Pęku)
8. „Nie jestem kurwa biznesmenem (Remix)” (gościnnie HaiHaieR)
9. „Tak to robimy” (gościnnie D.W.A.)
10. „Ilu?” (gościnnie Koma)
11. „Ślad kończy się tu i zaczyna” (gościnnie Radoskór)
12. „Mikrofonowi ludzie (Remix)” (gościnnie WSZ & CNE)
13. „T. Problemy” (gościnnie Gracjan, Borixon)
14. „Absolutnie” (gościnnie 1z2)
15. „Konsekwencje” (gościnnie WSP)
16. „Cały ten rap (Remix)” (gościnnie Zajka)
17. „A łzy płyną” (gościnnie Onar)
18. „Ostrzeżenie Cz. 2” (gościnnie Wojtas)
19. „Biały goniec (Remix)” (gościnnie Zajka, Borixon)